# آستروفیلیت
آستروفیلیت (Astrophyllite)، کانی کمیاب هیدروکسید پتاسیم، آهن، تیتانیم، سیلیکات است و به رنگ‌های قهوه‌ای تا طلایی-زرد دیده شده‌است. این کانی را می‌توان در گروه اینوسیلیکات‌ها، فیلوسیلیکات‌ها یا حالتی میان آن قرار داد. این کانی، سنگین، نرم و تُرد است.
آستروفیلیت نخستین بار در سال ۱۸۵۴ در نروژ یافت شد. در روسیه، گرینلند، آمریکا و کانادا نیز می‌توان آن را پیدا کرد.